# ホンダ・CBR250RR
CBR250RR(シービーアールにひゃくごじゅうアールアール)は本田技研工業が製造販売するCBRシリーズに属す、排気量250ccクラスのオートバイである。1990年に発売されたMC22型、2016年に発売されたMC51型がある。本記事ではそれぞれについて解説を行う。

## MC22型(1990−2000年)

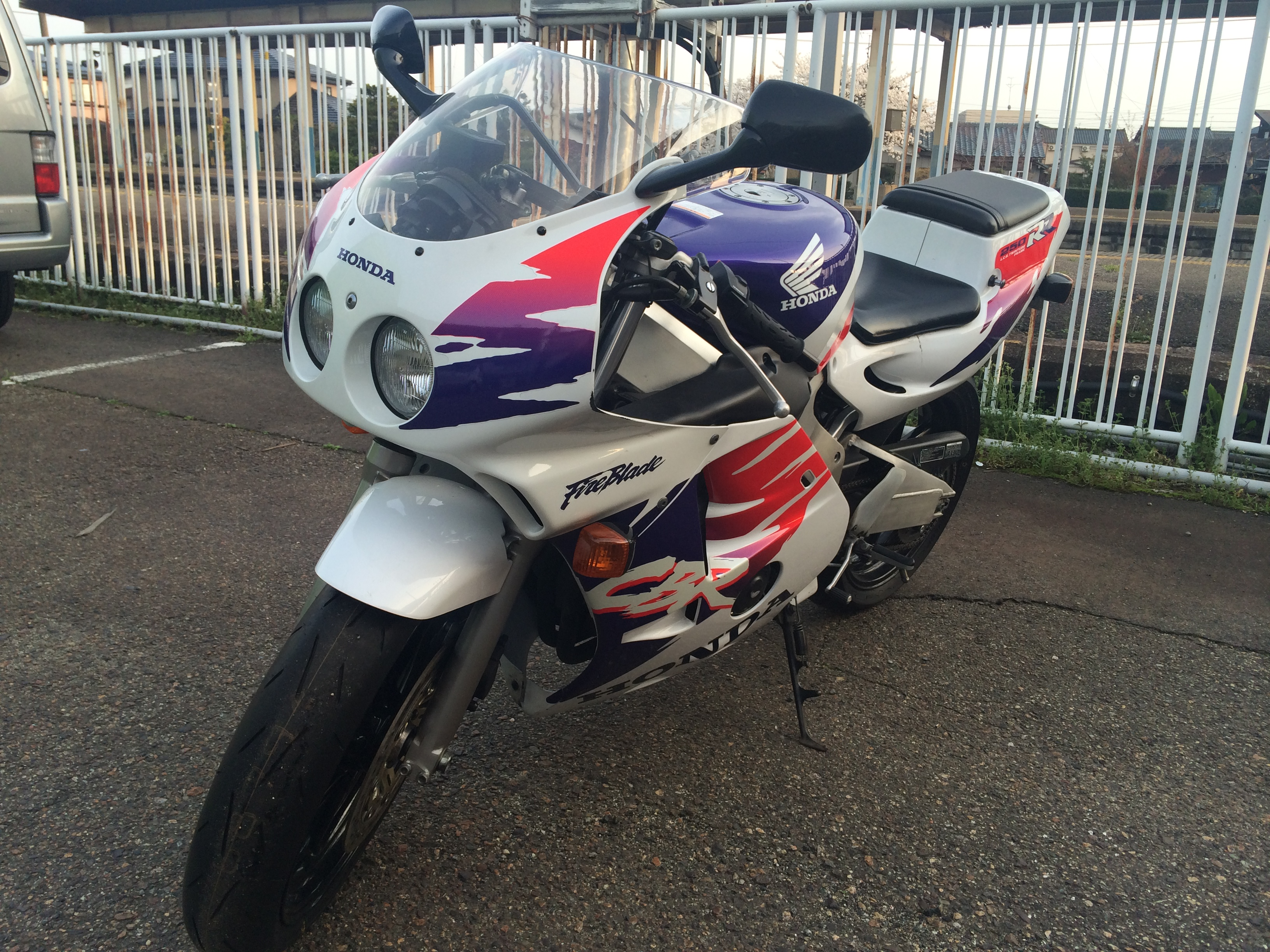
MC22型

1988年に発売されたMC19型CBR250Rからのフルモデルチェンジ車である。
ライダーの操縦技術を問わず高レベルの走りを楽しめる性能を目指し、高次元・ヒューマンフィッティングと呼称されるコンセプトに基づいて開発された。
フォーミュラーカーに匹敵するエンジン回転数と独特な甲高い排気音から「F1サウンド」と呼ばれており、今もなお高い人気を誇る。
MC14E型水冷4ストローク4バルブDOHC4気筒エンジンをはじめ基本コンポーネンツの多くはキャリーオーバーとされたが、以下の改良を実施した。
- キャブレターから燃焼室までのポート形状を新設計し一直線化
- クランク廻りを高剛性化し中低速での扱いやすさを向上
- レッドゾーンを19,000rpmに設定しエンジン保護のため19,500rpmで作動するレブリミッタを搭載

さらに車体関連ではMC19型から以下の改良を実施。
- マス集中化を狙ったLCG[注 1]フレームを採用
- 排気管の効率的配置を可能とするガルアームと呼称される新型スイングアームを採用
- フロントフォークを高剛性化
- 前輪ブレーキをダブルディスクブレーキ化[注 2]

### 遍歴
1990年3月12日発表 同月19日発売
消費税抜希望小売価格\599,000、販売目標22,000台/年
同年6月・1991年1月カラーリング追加
1992年5月25日発表 同月28日発売でマイナーチェンジ
カラーリング変更、消費税抜希望小売価格\610,000
1994年6月21日発表 同月24日発売でマイナーチェンジ
バルブタイミングや排気管の構造を変更させ中低速域での出力向上を狙ったエンジン特性の変更を実施
- 最高出力45ps/15,000rpm→40ps/14,500rpm
- 最大トルク2.5kg-m/12,000rpm→2.4kg-m/11,500rpm
- カラーリングはCBR900RRのイメージを継承したトリコロール(ホワイト/レッド/ブルー)とメタリックレッドの2色を設定
- フロントカウルにFireBlade[注 3]のロゴを追加
- 消費税抜希望小売価格\620,000 販売目標2,500台/年

2000年生産終了

## MC51型(2017年−)

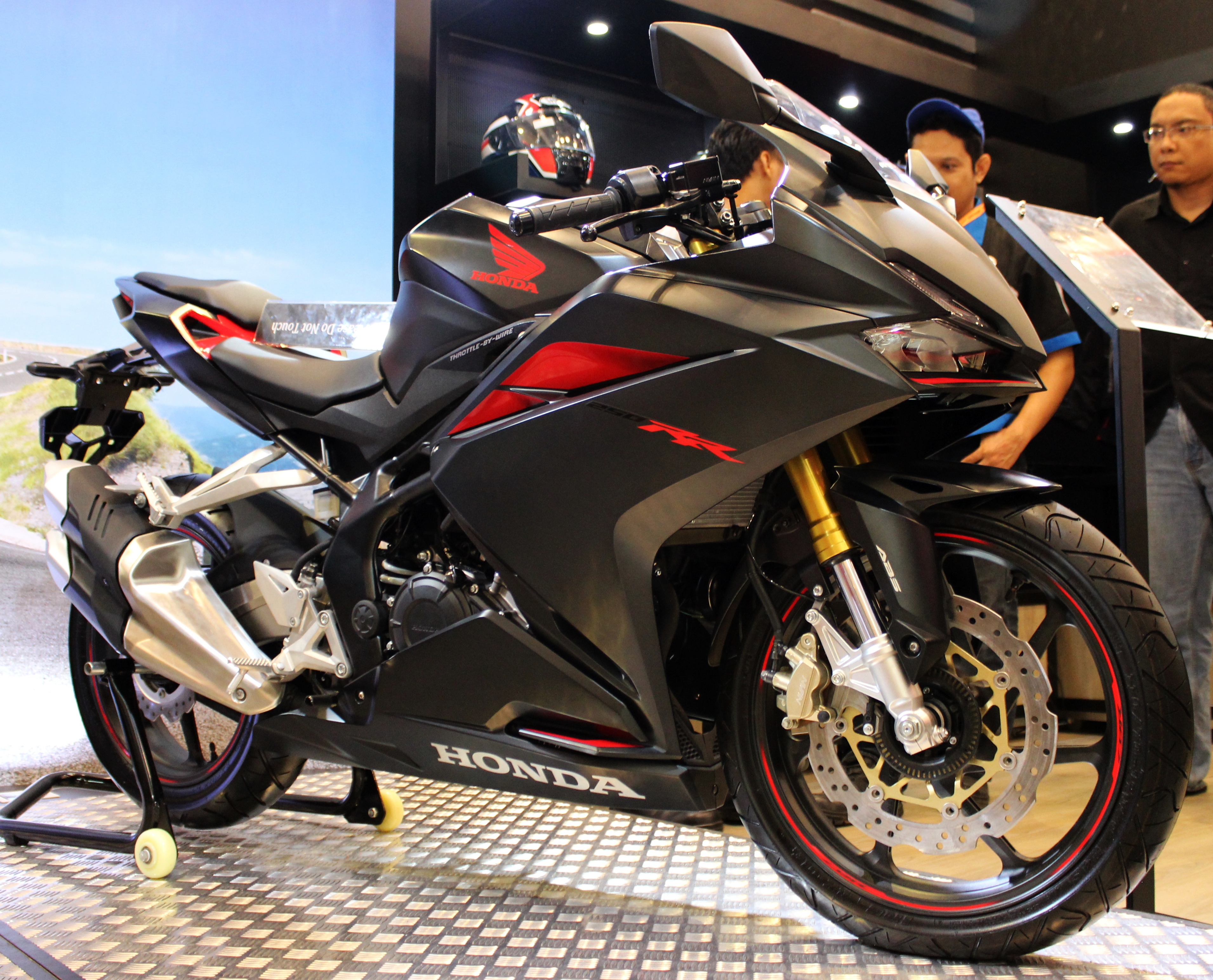
MC51型

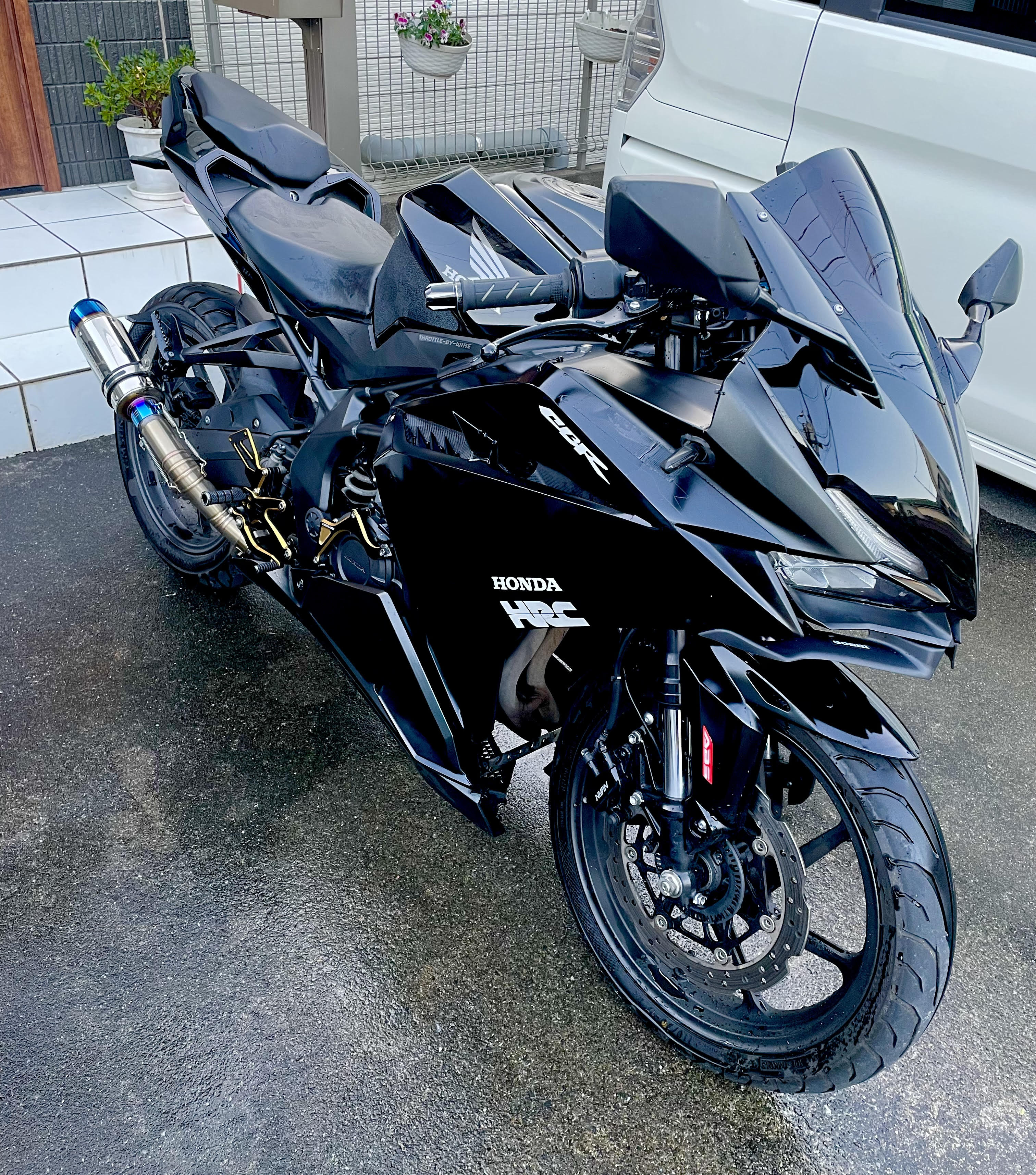
MC51/CBR250RR

2015年の第44回東京モーターショーに参考出品されたコンセプトモデルLight Weight Super Sports Concept(ライトウェイトスーパースポーツコンセプト)を原型とし、CBR・RRシリーズの思想トータルコントロール～操る楽しみの最大化を共通の背景としながら直感・体感・新世代RRを開発コンセプトに2016年7月にインドネシアジャカルタの合弁法人ピー・ティ・アストラ・ホンダモーター(P.T. Astra Honda Motor)がCBR250RRとして製造することを発表。同年12月に同国をはじめタイなど東南アジア諸国で販売開始された。
日本国内仕様は型式名2BK-MC51とし熊本県菊池郡大津町平川に所在する熊本製作所が製造を担当。ABS装備車とオミット車が選択可能で搭載される排気量249㏄のMC51E型水冷4ストローク4バルブDOHC2気筒エンジンは250㏄クラスでは初となるドライブ・バイ・ワイヤを採用する。
フレームは鋼管トラス構造によるダイヤモンド型。サスペンションは前輪が倒立式テレスコピック、後輪が5段階プリロード調整が可能なプロリンク式スイングアームで、キャスター角：24°30´・トレール：92mmに設定。タイヤは前輪が110/70、後輪が140/70の17インチラジアルタイヤを装着するほか、ヘッドライト・ウインカー・テールランプの灯火類をLED化した。日本独自仕様として、サスペションのセッティング変更及びラジアルタイヤの採用が行われている。
なお本型式には、通常の一般公道走行モデルとは別にHRCがサービスショップに供給し、独自パーツを組み込んだ上で完成車として販売するレースベース車が存在する。

### 遍歴
※本項では日本国内仕様について解説を行う。
2017年4月18日発表 同年5月12日に年間販売目標3,500台で発売
カラーリングは以下の3パターンを設定
- ソードシルバーメタリック
- マットガンパウダーブラックメタリック
- ビクトリーレッド

消費税抜希望小売価格は以下に設定
- ソードシルバーメタリック/マットガンパウダーブラックメタリックABSレス：\700,000
- ソードシルバーメタリック/マットガンパウダーブラックメタリックABS：\747,000
- ビクトリーレッドABSレス：\720,000
- ビクトリーレッドABS：\767,000

2018年3月8日発表 同年4月20日発売でABS装着車に以下のカラーリングを追加
- パールグレアホワイト

消費税抜希望小売価格は\747,000に設定
2018年11月8日発表で2019年モデルへのマイナーチェンジを実施
- 車体色   グランプリレッド（ストライプ）を新規設定し同年12月14日に発売
- 従来からのモデルはABS装着車のみとし以下のカラーリング設定で同年11月22日発売
  -    グランプリレッド
  -    マットガンパウダーブラックメタリック
  -    パールグレアホワイト

消費税抜希望小売価格は以下に設定
- グランプリレッド（ストライプ）ABSレス：\730,000
- グランプリレッド（ストライプ）ABS：\777,000
- グランプリレッド/マットガンパウダーブラックメタリック/パールグレアホワイトABS：\747,000

2020年7月23日にマイナーチェンジを発表
走行性能面では、出力向上（28kW→30kW）、アシストスリッパークラッチの採用等を実施するとともに、全車ABS標準装備となる。車体色名の変更はないが、配色変更、ストライプデザインの変更、ゴールドホイールへの変更。9月18日に発売。
2021年12月20日にカラーバリエーションの変更を発表
- グランプリレッド（ストライプ）
- マットガンパウダーブラックメタリック
- パールグレアホワイト
- グラファイトブラック

グラファイトブラックのみブラックホイールを採用。
2023年1月13日にマイナーチェンジを発表
2月20日発売。カウル形状の変更、エンジンの環境規制対応と出力向上（30kW→31kW）、フロントフォークへのSFF-BP採用、Hondaセレクタブル トルク コントロールの採用等を行う。
カラーバリエーションも変更され、本体色とホイール色は、グランプリレッド：ゴールド、マットバリスティックブラックメタリック：ブラック、パールグレアホワイト：ホワイトの組合せとなる。
- グランプリレッド（ストライプ）
- マットバリスティックブラックメタリック
- パールグレアホワイト

消費税抜希望小売価格は以下に設定
- グランプリレッド：\825,000
- マットバリスティックブラックメタリック/パールグレアホワイト： \790,000

## 諸元
| 車名                   | CBR250RR                        | CBR250RR                        | CBR250RR                        | CBR250RR                        |
| 型式                   | MC22                            | 2BK-MC51                        | 2BK-MC51                        | 8BK-MC51                        |
| モデルイヤー           | 1990                            | 2017                            | 2020                            | 2023                            |
| 全長（m）              | 1.975                           | 2.065                           | 2.065                           | 2.065                           |
| 全幅（m）              | 0.675                           | 0.725                           | 0.725                           | 0.725                           |
| 全高（m）              | 1.080                           | 1.095                           | 1.095                           | 1,110                           |
| 最低地上高（m）        | 0.130                           | 0.145                           | 0.145                           | 0.148                           |
| ホイールベース（m）    | 1.345                           | 1.390                           | 1.390                           | 1.390                           |
| 最低回転半径（m）      | 2.9                             | 2.9                             | 2.9                             | 2.9                             |
| シート高（m）          | 0.725                           | 0.790                           | 0.790                           | 0.790                           |
| 車両重量（kg）         | 157                             | 165                             | 168                             | 168                             |
| 乗車定員（人）         | 2                               | 2                               | 2                               | 2                               |
| 定地走行燃費 （km/L）  | 40.0 （50㎞/h）                 | 40.1 （60㎞/h）                 | 40.1 （60㎞/h）                 | 40.1 （60㎞/h）                 |
| WMTCモード値 （km/L）  | -                               | 26.7 （クラス3-2）              | 27.1 （クラス3-2）              | 27.4 （クラス3-2）              |
| エンジン型式           | MC14E                           | MC51E                           | MC51E                           | MC51E                           |
| エンジン種類           | 水冷4ストローク4バルブDOHC4気筒 | 水冷4ストローク4バルブDOHC2気筒 | 水冷4ストローク4バルブDOHC2気筒 | 水冷4ストローク4バルブDOHC2気筒 |
| 動弁伝達               | カムギアトレーン                | タイミングチェーン              | タイミングチェーン              | タイミングチェーン              |
| 総排気量（㏄）         | 249                             | 249                             | 249                             | 249                             |
| 内径x行程（mm）        | 48.5x33.8                       | 62.0×41.3                       | 62.0×41.3                       | 62.0×41.3                       |
| 圧縮比                 | 11.5                            | 11.5                            | 12.1                            | 12.5                            |
| 最高出力               | 45ps/15,000rpm                  | 28kW(38ps)/12,500rpm            | 30kW(41ps)/13,000rpm            | 31kW(42ps)/13,500rpm            |
| 最大トルク             | 2.5kg-m/12,000rpm               | 23Nm(2.3kgf・m)/11,000rpm       | 25Nm(2.5kgf・m)/11,000rpm       | 25Nm(2.5kgf・m)/11,000rpm       |
| 始動方式               | セルフ                          | セルフ                          | セルフ                          | セルフ                          |
| 燃料供給               | VP20型キャブレター4基           | 電子式燃料噴射装置（PGM-FI）    | 電子式燃料噴射装置（PGM-FI）    | 電子式燃料噴射装置（PGM-FI）    |
| 点火方式               | フルトランジスタ式バッテリー    | フルトランジスタ式バッテリー    | フルトランジスタ式バッテリー    | フルトランジスタ式バッテリー    |
| 潤滑方式               | 圧送飛沫式併用ウエットサンプ    | 圧送飛沫式併用ウエットサンプ    | 圧送飛沫式併用ウエットサンプ    | 圧送飛沫式併用ウエットサンプ    |
| 燃料タンク容量         | 13L                             | 14L                             | 14L                             | 14L                             |
| クラッチ               | 湿式多板コイルスプリング        | 湿式多板コイルスプリング        | 湿式多板コイルスプリング        | 湿式多板コイルスプリング        |
| 変速機                 | 常時噛合式6段リターン           | 常時噛合式6段リターン           | 常時噛合式6段リターン           | 常時噛合式6段リターン           |
| 1速                    | 2.733                           | 3.272                           | 3.181                           | 3.272                           |
| 2速                    | 2.000                           | 2.187                           | 2.187                           | 2.285                           |
| 3速                    | 1.590                           | 1.727                           | 1.727                           | 1.772                           |
| 4速                    | 1.333                           | 1.421                           | 1.421                           | 1.428                           |
| 5速                    | 1.153                           | 1.222                           | 1.222                           | 1.208                           |
| 6速                    | 1.035                           | 1.068                           | 1.068                           | 1.041                           |
| 1次/2次減速比          | 2.966/3.058                     | 2.781/2.928                     | 2.781/2.928                     | 2.781/3.000                     |
| フレーム形式           | バックボーン                    | ダイヤモンド                    | ダイヤモンド                    | ダイヤモンド                    |
| フロントサスペンション | テレスコピック（正立フォーク）  | テレスコピック（倒立フォーク）  | テレスコピック（倒立フォーク）  | テレスコピック（倒立フォーク）  |
| リヤサスペンション     | スイングアーム（ガルアーム）    | スイングアーム（プロリンク）    | スイングアーム（プロリンク）    | スイングアーム（プロリンク）    |
| キャスター/トレール    | 24°00´/89mm                     | 24°30´/92mm                     | 24°30´/92mm                     | 24°30´/92mm                     |
| タイヤ（前）           | 110/70R17                       | 110/70R17 M/C 54H               | 110/70R17 M/C 54H               | 110/70R17 M/C 54H               |
| タイヤ（後）           | 140/60R17                       | 140/70R17 M/C 66H               | 140/70R17 M/C 66H               | 140/70R17 M/C 66H               |
| フロントブレーキ       | 油圧式ダブルディスク            | 油圧式シングルディスク          | 油圧式シングルディスク          | 油圧式シングルディスク          |
| リヤブレーキ           | 油圧式シングルディスク          | 油圧式シングルディスク          | 油圧式シングルディスク          | 油圧式シングルディスク          |
| 標準税抜価格           | \599,000                        | \700,000～\767,000              | \747,000～\777,000              | \790,000〜\825,000              |
| ---------------------- | ------------------------------- | ------------------------------- | ------------------------------- | ------------------------------- |